# Potatisrottryffel
Potatisrottryffel (Scleroderma bovista) är en svampart som beskrevs av Fr. 1829. Potatisrottryffel ingår i släktet Scleroderma och familjen rottryfflar.  Arten är reproducerande i Sverige. Inga underarter finns listade i Catalogue of Life.